# Certificat (document públic)
El certificat és un tipus de text administratiu emprat per constatar un fet determinat. En el procés de sol·licitud d'un lloc de treball, especialment quan es tracta d'una institució oficial, els certificats són fonamentals per demostrar la formació i l'experiència. És un tipus de text que es produeix normalment a instàncies de qui el rep, per part d'una persona amb prou autoritat dins de la institució per establir que les afirmacions que s'inclouen al document són certes. Si hi arriba a haver alguna irregularitat o falsedat en allò que s'ha declarat, pot ser objecte d'una sanció administrativa.

## Tipus de certificat
Els certificats poden confirmar fets molt diversos:
- L'assistència a un curs, una jornada o un acte, o bé la participació en la seva organització.
- Els resultats acadèmics.
- La docència de determinat curs o seminari.
- L'experiència professional en un camp determinat.
- La pertinença a un grup o una jerarquia.
- Els coneixements de llengües estrangeres.
- La realització de qualsevol altra activitat acadèmica o extraacadèmica.
- L'adequació d'un objecte a una norma.
- L'estat físic i/o mental en què es troba una persona.

## Estructura del certificat
Encara que cada institució sol tenir els seus propis models de certificació, un model estàndard de certificat és el següent:
| (Nom o logotip de la institució) CERTIFICAT (Nom i cognoms de qui expedeix el certificat), (càrrec que ocupa dins la institució), CERTIFICO Que el senyor / la senyora nom i cognoms, amb DNI núm. (número), ha participat/organitzat/realitzat... I, perquè consti, signo aquest certificat a petició de la persona interessada. (Lloc, data.) (Signatura de qui expedeix el certificat) (Segell de la institució) |
La persona que redacta el certificat no és necessàriament la mateixa que la que el signa; de fet, de vegades és la mateixa persona interessada la qui presenta el certificat ja redactat perquè el responsable només l'hagi de signar (sempre, és clar, que estigui d'acord amb el seu contingut), però aquesta diferència és irrellevant: a efectes administratius i legals, l'autor i responsable del certificat és qui el signa, no pas qui el redacta i el produeix físicament.